# 東京音楽コンクール
東京音楽コンクール（とうきょうおんがくコンクール ）は、東京文化会館（東京都歴史文化財団）、読売新聞社、花王、東京都が主催する日本のクラシック音楽のコンクール。

## 概要
新人音楽家の育成を目的とし、2003年の第1回大会開催以降、毎年開催されている。2次審査および本選会は東京文化会館で行われる（2次は小ホール、本選会は大ホール）。本選会優勝者（最高位）には後日、同会館において開催される「優勝者コンサート」への出演資格が与えられる。尚、2次審査および本選会は一般の鑑賞が可能である（有料）。
第12回（2014年）時点での大会の統括責任者は指揮者で東京文化会館の音楽監督である小林研一郎が務めている。賞金は各部門共通で、第1位が100万円、第2位が60万円、第3位が40万円であり（2008年現在）、第5回大会より聴衆賞が設けられた。
| 部門     | 楽器                                                    |
| -------- | ------------------------------------------------------- |
| ピアノ   | ピアノ                                                  |
| 弦楽器   | ヴァイオリン、ヴィオラ、チェロ                          |
| 木管楽器 | クラリネット、ファゴット、オーボエ、フルート            |
| 金管楽器 | ホルン、トランペット、トロンボーン                      |
| 声楽     | ソプラノ、メゾソプラノ、アルト テノール、バリトン、バス |

審査部門の中で、弦楽器・木管・金管・声楽の各部門は、複数の楽器が同一部門で行われ、楽器・声域の区分は関係なく審査される。
審査は1次審査、2次審査、本選会の順で行われる。1次審査はMDおよびCD-Rによる審査（非公開）によって行われ、2次審査以降から審査員の面前での演奏が実施される。本選会はオーケストラとの共演により行われ、終演後直ちに審査され、表彰式が行われる。また、前回大会の入賞者（本選会出場者）は1次審査が免除される。
尚、審査部門は開催年により異なるという点に注意されたい。

## 年表・審査部門
- 2003年 第1回大会開催（審査部門はピアノ・弦楽器・木管・金管・声楽）
- 2004年 第2回大会開催（審査部門はピアノ・弦楽器・木管・金管・声楽）
- 2005年 第3回大会開催（審査部門はピアノ・弦楽器・木管・金管・声楽）
- 2006年 第4回大会開催（審査部門はピアノ・弦楽器）
- 2007年 第5回大会開催（審査部門はピアノ・弦楽器・木管・金管・声楽）、※聴衆賞を導入
- 2008年 第6回大会開催（審査部門はピアノ・弦楽器・金管・声楽）
- 2009年 第7回大会開催（審査部門はピアノ・弦楽器・木管・声楽）
- 2010年 第8回（審査部門はピアノ・弦楽器・金管・声楽）
- 2011年 第9回（審査部門はピアノ・弦楽器・木管・声楽）
- 2012年 第10回（審査部門はピアノ・弦楽器・金管・声楽）
- 2013年 第11回（審査部門はピアノ・弦楽器・木管・声楽）
- 2014年 第12回（審査部門はピアノ・弦楽器・金管・声楽）
- 2015年 第13回（審査部門は弦楽器・木管・声楽）
- 2016年 第14回（審査部門はピアノ・金管・声楽）
- 2017年 第15回（審査部門はピアノ・弦楽器・木管）
- 2018年 第16回（審査部門は弦楽器・金管・声楽）
- 2019年 第17回（審査部門はピアノ・木管・声楽）
- 2020年 第18回（審査部門はピアノ・弦楽器・金管）
- 2021年 第19回（審査部門は弦楽器・木管・声楽）
- 2022年 第20回（審査部門は弦楽器・金管・声楽）
- 2023年 第21回（審査部門はピアノ・弦楽器・木管）
- 2024年 第22回（審査部門は弦楽器・金管・声楽）

## 入賞者
公式サイト を参照。